# Vira Narendra Sinha
Vira Narendra Sinha (1707-1739) est un roi du royaume de Kandy, dans l'actuel Sri Lanka.

## Biographie
Vira Parakrama Narendra Sinha est comme son père et prédécesseur un  monarque très pieux, il vit en paix avec les envahisseurs hollandais et se consacre pendant son règne de 32 ans à la promotion de la littérature et de la religion. Son épouse principale, Udumala Devi, est une princesse de la dynastie Nayak de Madurai. À sa mort comme il ne laisse pas d'héritier, il a comme successeur le frère de sa femme, Sri Vijaya Rajasinha, de nationalité Nayakkar originaire du sud de l'Inde. Ces derniers occuperont le trône des rois cinghalais  jusqu'à la fin de la monarchie.